# Hemidactylus prashadi
Hemidactylus prashadi es una especie de gecos de la familia Gekkonidae.

## Distribución geográfica yhábitat
Es endémica del norte de los Ghats Occidentales (India). Su rango altitudinal oscila entre 15 y 1500 m s. n. m..